# Sepik oriental
Le Sepik oriental (en anglais East Sepik) est une province de la Papouasie-Nouvelle-Guinée appartenant à la région Momase. Son nom vient du fleuve Sepik.

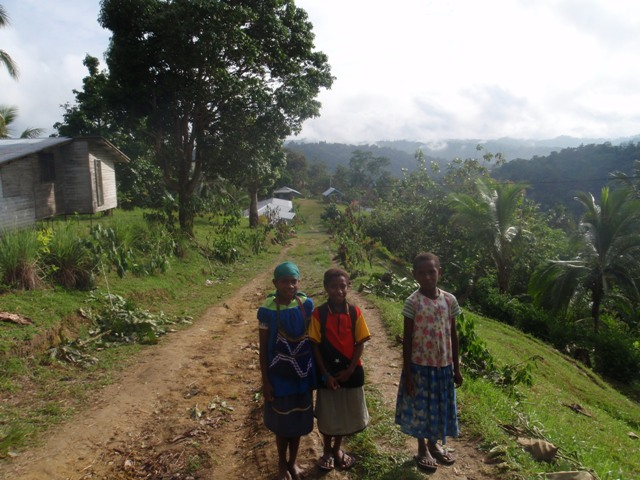
À proximité de Wewak